# Maoraxidae
De Maoraxidae zijn een familie van uitgestorven weekdieren uit de klasse van de Gastropoda (slakken).

## Taxonomie
Het volgende geslacht is bij de familie ingedeeld:
- † Maoraxis Bandel, Gründel & Maxwell, 2000